# 一式陸上攻撃機
三菱 G4M 一式陸上攻撃機
一式陸上攻撃機一一型（G4M1）
- 用途：攻撃機（雷爆撃機、水平爆撃機）
- 分類：陸上攻撃機
- 設計者：本庄季郎
- 製造者：三菱重工業
- 運用者： 大日本帝国（日本海軍）
- 初飛行：1939年10月23日
- 生産数：2,435機(2,446機[1])
- 運用開始：1941年6月
- 退役：1945年
- 運用状況：退役

一式陸上攻撃機（いっしきりくじょうこうげきき / いちしき - ）は大日本帝国海軍の陸上攻撃機である。略称は一式陸攻（いっしき / いちしきりくこう、- りっこう）。日本海軍の呼び名は中型攻撃機の略の、中攻。連合国側のコードネームは「Betty」（ベティー）。(Betty bomberが、一式陸攻の米軍側の名称)三菱重工業株式会社（改称前は三菱内燃機株式会社）の設計・製造。支那事変（日中戦争）・大東亜戦争（太平洋戦争）で日本海軍の主力攻撃機として使用された。

## 特徴

本土上空を飛行する一式陸攻。

大直径の胴体内部に爆弾や魚雷を搭載し、胴体下の機体外部に搭載していた九六式陸攻よりも攻撃時の空気抵抗を大きく削減した。エンジンは大馬力の火星を装備した。主翼内をインテグラルタンクとし、4,000km以上に達する大航続力を得た。空気力学的洗練により、大型双発機としては軽快な運動性を得た。尾部に20mm旋回機銃を装備するなど、九六式に比べて防御火器を充実しているが、搭乗員や燃料タンクの防護は不十分だった。

### 機体設計

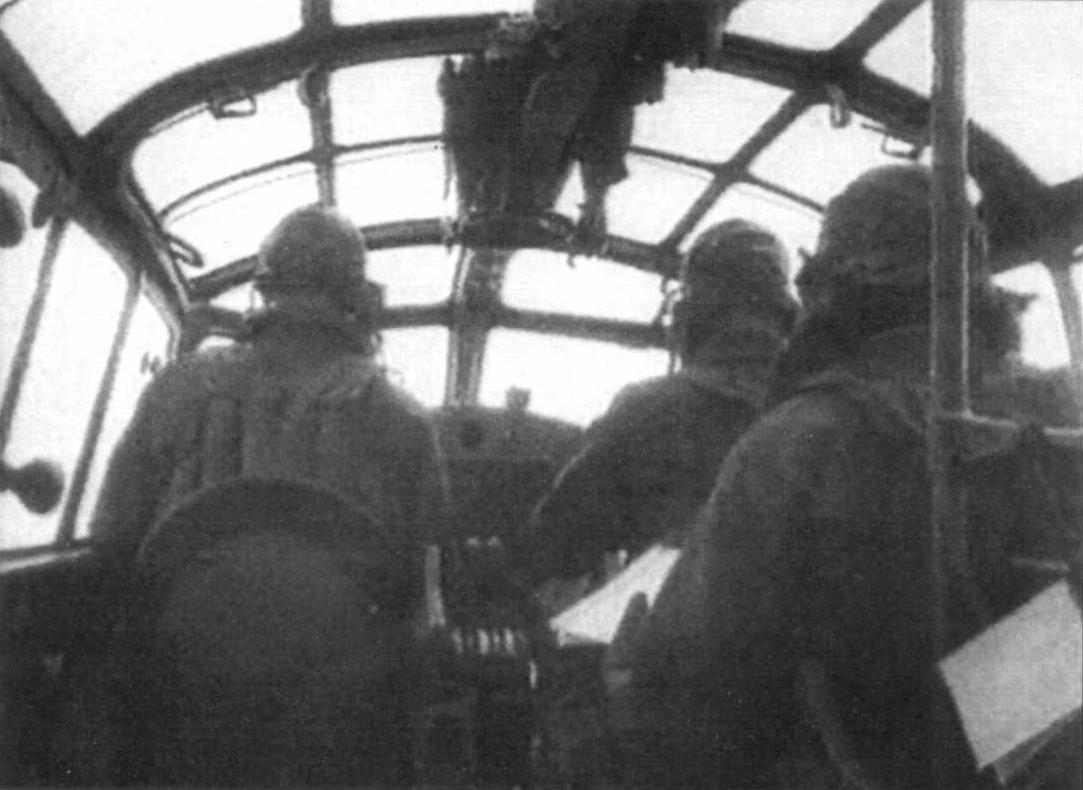
操縦席。

九六式陸攻では胴体を細く、後方を引き絞ったために胴体内に爆弾倉を設けることができず、雷爆装は剥き出しで胴体下面に懸吊していたためこれが大きな空気抵抗源となっていた。また一式陸攻では、後方銃座を設ける関係で特に胴体後方は太くせざるを得ないこととなった。そこで空技廠における実験データを参考に、最も太い箇所で幅2 m、高さ2.5 mの楕円断面を持ち前後をゆるく絞った上で丸めた太い葉巻型胴体を採用した。この太い胴体によって空気抵抗源となる雷爆装を収容する爆弾倉を設けることができ、また葉巻型形状によって引き絞らないことによる空気抵抗増を抑えることができた。この見慣れない太い胴体は当初、異様な印象を与えたが、広い機内は作業性も良く好評であった。しかし九六陸攻に比べ乗員の前後移動範囲が伸びており、飛行中でも頻繁に行き来するので前後の重心移動も頻繁であり、操縦への影響に注意が必要だった。
爆弾倉には増設の燃料タンクも懸吊可能で、偵察時はこれを搭載して航続距離をさらに伸ばすことができた。ただし、爆弾倉に開閉式の扉は設置されず、取り外し式の覆いが用意された。この覆いは魚雷用、大型爆弾（50番・80番）用、偵察用の3種類で、25番以下の小型爆弾を搭載して出撃する際は覆いは取り付けなかった。なお、当初一一型の胴体は製造の簡易化を図って側方銃座の後方で前後に分割できるようになっていたが、これはすぐに廃止されている。
主翼は付け根で12.5パーセント、翼端で10パーセントという薄翼とし、アスペクト比8、テーパー比1 : 4というかなり先細りの平面形を採用し燃料タンクにする内翼側の内部容積を確保している。主翼を胴体中ほどに取り付ける中翼形式とすることで、胴体との間にフィレットを設けずに済ますことができた。重心位置を考慮し、燃料タンクは全て主翼の2本の主桁の間に設けられたインテグラルタンクに収められた。外板との接合部を水密処置し躯体を直接燃料タンクとして利用するこの手法によって、重心位置に近い薄い主翼内に5,000リットル近い燃料を搭載することができ、長大な航続距離を実現した。水平尾翼、垂直尾翼共に面積を大きく取り、各舵面を翼弦比の25パーセントという当時としては小さくとることで操舵力を抑え操縦を容易にした。水平尾翼はアスペクト比が大きく取られているが、垂直尾翼はアスペクト比が小さくなっており強い横滑り時でも方向舵の効きを失わない。また高さを抑えられたため格納庫の高さも高くせずに済んだ。
エンジンは大直径の火星を搭載しているが、エンジンナセルの直径はこれよりも一回り大きく、また最大直径はエンジンのやや後ろにある。これは胴体と同じ空技廠のデータに基づく抗力軽減策に加えて、気化器空気取入口や滑油冷却器空気取入口を完全にエンジンカウル内に収めてさらなる抗力の削減を狙ったものである。そのため一一型初期まではエンジンナセル前部に突出部がなく滑らかに整形されているが、仮称一三型開発時に気化器吸入口をカウル内に開口した場合と、カウル外に開口した場合とで性能比較した所、後者はエンジンの全開高度が1速/2速とも300m高くなり、最高速度、上昇時間、上昇限度が向上した。これを受け以降の型式では気化器吸入口がカウル外開口に変更となり、滑油冷却器の空気取入口も流量確保のため抵抗増を忍んで外部開口に変更されている。九六式陸攻では引き込んでも半分近くが露出していた主脚は完全にエンジンナセルに収容されるように設計された。魚雷や爆弾の搭載し易さを考慮して地上三点静止角を浅くしたのも本機の特徴である。また主脚、フラップなどの操作系は油圧ではなく電動を採用し、これによって作動油配管からの油漏れを回避することができた。
本機はパイロットの技量が確かであれば片発飛行が可能とされ、その場合は機体を軽くするため搭載物の空中投棄が行われる。電信機、機銃、弾倉、機上レーダー、余剰の燃料から航空弁当まで捨てられるが、爆弾の投棄には爆管を使うため細心の注意を要し、被弾により漏れた燃料に引火すれば命取りになった。実際に火に包まれ敵艦船に自爆した機もあり、別の機は投下を思い止まって生還したが機内は一時、強いガソリン臭がしたという。また本機が海上に不時着した場合、空の燃料タンクが浮力を産み半没状態ながらも数日間沈まなかった例が複数記録されている。

### 防御

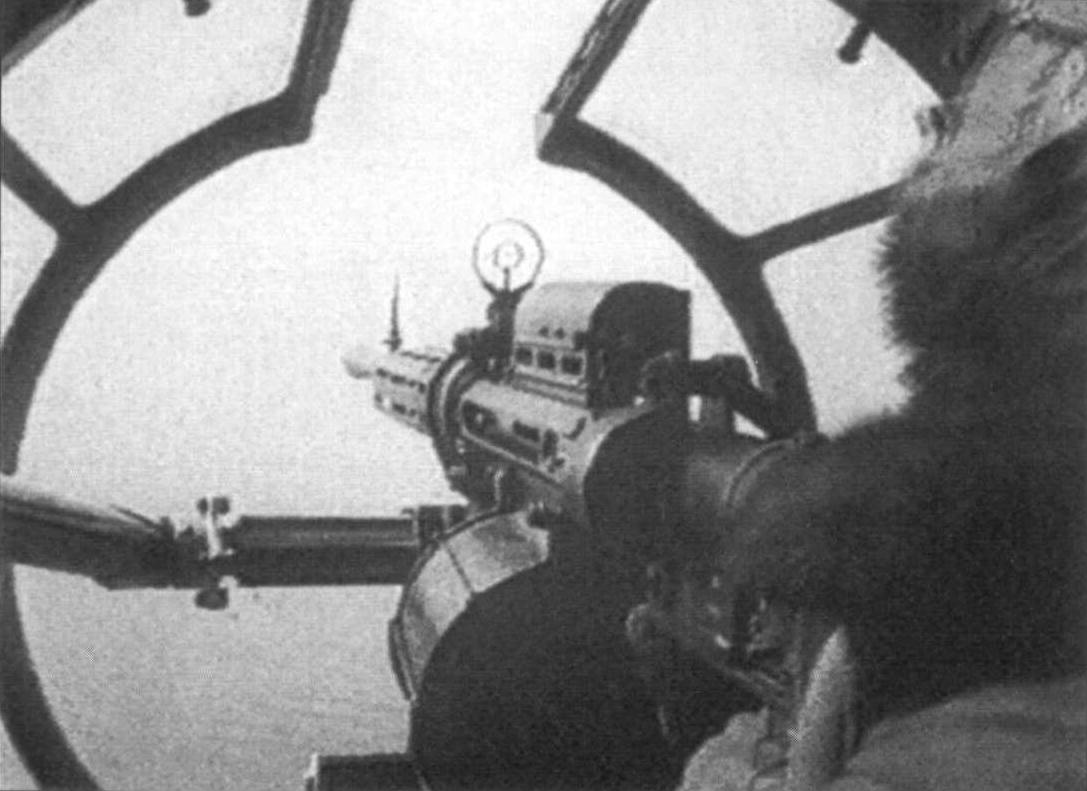
尾部20 mm銃座。

九六式陸攻で省略された機首銃座は、その後の日華事変の戦訓を受けて一式陸攻では設置された。操縦席後ろの胴体上部、主翼後ろの胴体側面にはそれぞれ卵型のブリスター風防を備えた銃座があり、尾部には20 mmの九九式一号銃を備えた旋回銃座を設置した。これらを合わせると20 mm 1丁、7.7 mm 4丁となり、渡洋爆撃に参加した九六式陸攻一一型（7.7 mm 3丁）と比べると火力・射界ともに大きく向上している。太平洋戦争の進展に伴って銃座の動力化や全周化、口径の増大が行われ、最終生産型の三四型では13 mm 1丁、20 mm 4丁と強力な防御火力を有するに至っている。
ただし防弾装備に関しては、搭乗員に対しての防弾鋼板も、燃料タンクに対する防弾ゴムも、当初はまったく装備されていなかった。一式陸攻開発時には既に、8 mm厚以上のゴムを外貼りしたアルミニウム製燃料タンクであれば7.7 mm焼夷弾によって発火させられずに済むことが実験で確かめられていた。しかし、九六式陸攻に対しては重量増加に対して防弾効果が小さいこと、一式陸攻に対してはインテグラルタンクでは（性能を害しないで）防弾タンク化することは不可能な上、内蔵タンクに改設計した上で防弾タンク化するというのは燃料容量減、構造重量増などデメリットが大きすぎることを理由に採用されなかった。それでも陸攻隊の損害が急速に拡大するにあたってインテグラルタンク前後面に対するスポンジゴム貼り付けや二酸化炭素を利用した自動消火装置の装備がされ、さらに663号機からは性能低下を承知で主翼下外面のインテグラルタンク部に30 mmのスポンジゴムを貼るという対策が実施されるに至った。桜花母機用の二四型丁では、操縦席、1番燃料タンク、各燃料コックは防弾鋼板によって防護され、2番タンクは四塩化炭素による液層で防御されていた。
1942年（昭和17年）11月には連合艦隊から「航続力を減らしてでも一式陸攻の防弾を充実してほしい」という要望が出され、三四型では主翼構造を再設計して別体の防弾タンクを収納するように改修された。ただし開発に手間取って生産初号機完成は1944年（昭和19年）10月に遅れた上、空襲や地震の影響でわずかしか生産されなかった。
1943年夏頃、ラバウルで「生還機」の被弾状況を調査した所、中央翼にある1番タンクより外側のタンクに被弾が多い事が判明。この戦訓に基づき攻撃時は外側のタンクから先に消費し1番タンクは最後に使用する方針を取っていたという。七五一空の飛行隊長をしていた足立次郎はこれを伝え聞き、話が逆である事を直感してタンクの使用順序を逆にするよう意見具申している。足立は空になったタンクにも気化燃料が充満しており被弾爆発時の被害が他のタンクよりも大きい1番タンクについて対策を苦慮。ブカ進出後、米袋として当時使っていた南京袋を大量に取り寄せて砂を詰め、作戦飛行する七五一空機の1番タンク上（機内部分）に積み上げさせている。

### 搭乗員
通常7人～8人乗り。主操縦員、副操縦員、搭乗整備員、射爆員、主偵察員、副偵察員、電信員。機長は主偵察員か主操縦員の階級上位（先任）者が務め、必要に応じて編隊指揮官が同乗し、その場合は計8人が乗り組む。それぞれが機銃や電信などを兼任することができた。
なお1943年5月テニアンで錬成中の七五一空では1機5人（操縦、偵察、電信、搭乗整備、射撃）での運用が開始されている。同空の蔵増機では搭乗整備員に操縦の練習をさせ操縦員が倒れた場合に備えていた。七五三空の丸岡虎雄も偵察員ながら折を見て陸攻操縦の練習をし、ブロックスクリーク爆撃で操縦員2人が死傷した際に操縦を代わって帰投、着陸まで成功させている。
乗降は胴体左側面、日の丸の中央にある円形の搭乗口からで、輸送機型では縦長に拡張されていた。長時間飛行する本機は当初、便器が設置され排泄物はタンクに溜めて帰投後に地上で捨てる方式になっていた。空中で放出すると胴体が汚れ、吹き込みの激しい尾部銃座の開口部から機内に逆流する恐れもあり、これらに配慮した良い設計であったが、なぜかこの便器はまもなく廃止されたという。

### 名称
皇紀2601年（西暦1941年）4月に制式採用されたため、「一式陸上攻撃機」と命名された。日本海軍では、急降下爆撃を行える機体を爆撃機、水平爆撃および雷撃のみを行える機体を攻撃機（艦上攻撃機および陸上攻撃機）と呼んだ。これは日本海軍独特の機種の分類であった。
連合国側コードネームは「Betty（ベティー）」であった。太平洋戦争でのアメリカ軍は、日本軍の航空機に対してコードネームを付けて、種類を区別していた。戦闘機と水上偵察機は男性名、爆撃機や輸送機及び陸上偵察機は女性名を付けているが、実在の人物との関連はないというのが公式の発表である。しかし、一式陸攻の「Betty」と言う名は、命名に携わっていた情報部のとある軍曹のガールフレンドの名前である。彼女はペンシルベニア州で看護師をしていた。機体の左右にある大きなエンジンが、軍曹に彼女の身体的特徴を思い起こさせて、名付けられた。

#### ワンショットライター
いわゆる｢one-shot lighter｣、｢fly-ing zippo｣は米軍パイロットが使った呼び名で、当時米国で売られていたライターの宣伝文句に引っ掛けた蔑称である。四空主計長としてラバウルに居た野間口文雄は米軍放送が一式陸攻を皮肉る言葉として「一式ライター」を使ったとし、七五一空の陸攻操縦員 蔵増実佳は「敵戦闘機の一撃で火を発しやすいために、敵は"一撃ライター"と称して、あなどっている」と書いている。また、葉巻型形状と燃料タンクに保護がなく発火しやすかったことから「Flying Cigar」(空飛ぶ葉巻) と呼ばれた。
ただし後期型では不十分ながらも防漏化や自動消火装置などが効果を発揮し評価の変化がみられる。
一式陸攻の撃墜された瞬間は米戦闘機側のガンカメラによっていくつか記録されているが、その映像内でも炎上する機体は少ない。タラワの戦い（第一次ギルバート諸島沖航空戦）中の1943年11月20日の例では、空母「インディペンデンス」に向かう一式陸攻7機編隊に対してまず米駆逐艦「キッド」が5インチ砲と40mm機関砲を用いて攻撃し2機を撃墜。さらにF6F 4機が一式陸攻編隊を迎撃したがなかなか撃墜できず、インディペンデンスは被雷大破した。その後一式陸攻のうち4機は撃墜されたが、最後の1機は墜落せず、とうとうF6Fは諦めて一式陸攻の逃走を許した。空戦全体を見れば7機中6機が撃墜されたが、アラン・ロビー艦長は戦闘報告書の中で一式陸攻の頑丈さを評価している。
沖縄戦での菊水作戦でも多数の一式陸攻が出撃したが、迎撃したアメリカ海軍・海兵隊戦闘機パイロットの印象では「 （搭載の）AN/M2 12.7mm機関銃で一式陸攻を撃墜するのは難しい」であった。のちにアメリカ海軍・海兵隊主力戦闘機であったF6FヘルキャットにはAN-M3 20mm機関砲が搭載されるようになり、7月14日に伊江島のアメリカ軍飛行場を爆撃した日本軍機を迎撃した、ロバート・ベアド海兵隊大尉のAN-M3 20mm機関砲搭載型のF6F-5N（ヘルキャットの夜間戦闘機型）が1機の一式陸攻を撃墜したが、この戦果によって海兵隊は、ようやくヘルキャットによって一式陸攻が撃墜できるようになり、問題が解決したと評している。

## 歴史

### 開発
1930年代大日本帝国海軍は、ワシントン海軍軍縮条約・ロンドン条約で対米劣勢を余儀なくされた戦艦・巡洋艦・航空母艦勢力を補うため、陸上基地から発進して洋上にいる敵艦を攻撃する長距離攻撃機（雷撃・爆撃機）の開発に力を注いだ。
こうした目的に沿って試製されたのが、海軍広工廠の九五式陸上攻撃機、三菱内燃機製造株式会社名古屋工場（1935年（昭和10年）10月1日三菱内燃機株式会社名古屋航空機製作所と改称）の本庄季郎技師を主務者として設計された九六式陸上攻撃機だった。細い胴体に双垂直尾翼を配したスマートな機体である九六式陸攻は当時としては高い性能を発揮したが、いわゆる「渡洋爆撃」で大きな被害を出したことから、九六式陸攻の防備能力を向上させた後継機として1937年（昭和12年）9月に「十二試陸上攻撃機」が発注され、再び本庄季郎技師を主務者とした設計陣で開発に取り組んだ。
第一回一式陸攻打ち合わせ会で、本庄季郎技師（三菱）から「防備が不十分。小型で航続距離求めれば燃料タンクに被弾しやすいため、四発機にして搭載量、空力性能、兵儀装要求を満たし増えた二発馬力で防弾鋼板と燃料タンクの防弾、消火装置を備える」と提案があったものの、和田操（航空技術廠長）から「用兵については軍が決める。三菱は黙って軍の仕様通り作ればいい」と議論なく棄却された。
尾部銃座の装備が決まったのは1938年4月の追加要求で、当初は九六陸攻のような流線型だった胴体図面は書き直しになった。
1939年10月、一号機が完成。初飛行は1939年（昭和14年）10月23日、パイロットは志摩勝三。1941年（昭和16年）4月1日、「一式陸上攻撃機」として制式採用された。
このG4M1爆撃機が量産に入る以前に、重護衛戦闘機型を制作することが試みられた。この爆撃機の量産は1940年に開始され、量産1号機は1941年4月に生産ラインを離れた。

### 制式後

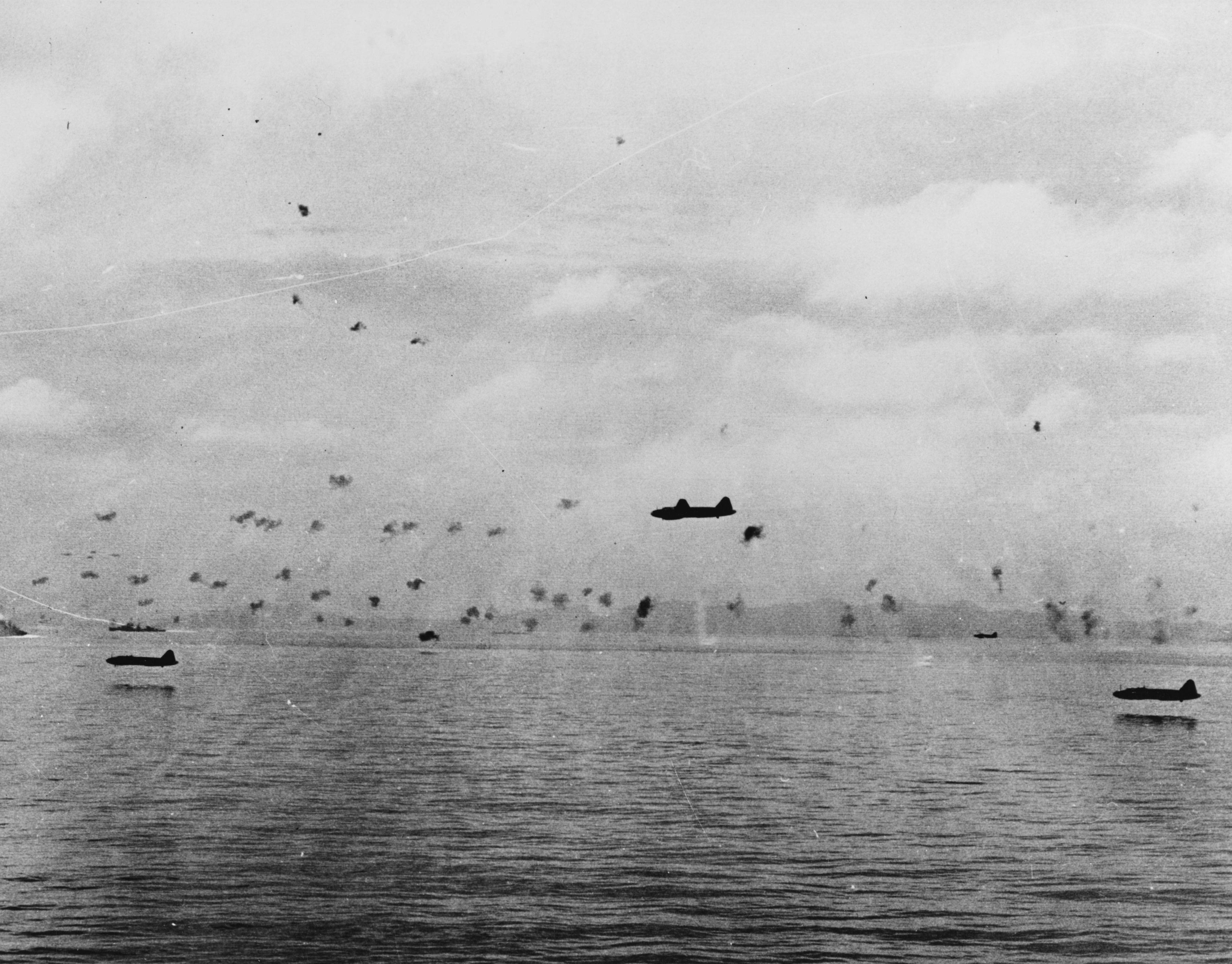
対空砲火の中で雷撃をおこなう一式陸攻（1942年8月8日ガダルカナル）。画面左右および右奥の機が海面上を超低空で飛行している

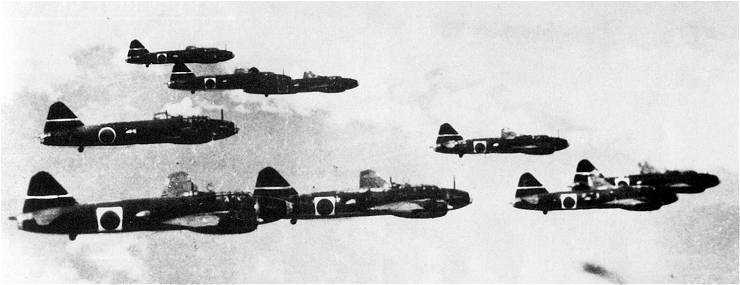
編隊飛行する一一型。

最初に一式陸攻が配備されたのは、最も練度が高いと言われた高雄空であり、配備された最初の1機は足立次郎大尉と末広飛曹長の2人で飛行、足立は隊友のために「一式陸攻操縦教範」を書き上げたが、高雄空以外にも広く配布された。1941年（昭和16年）7月25日に24機が漢口に進出し、7月29日に6機で行なった宜昌西岸地区爆撃が一式陸攻の初陣となった。8月11日には零戦との初の協同作戦となる成都攻撃に参加し、零戦の誘導を行なった。
爆弾搭載能力は、前身の九六式陸上攻撃機と変わらなかったが、速力、上昇力に非常に優れ、零戦を随伴して飛行でき、七千メートル以上の高度が取れ、対空砲、敵機圏外から爆撃が可能であった。
日米が開戦する直前の11月3日には台湾の高雄から米軍が護るフィリピンの隠密偵察に飛び、以後も数回偵察している。日の丸も部隊記号も消し酸素瓶と偵察用カメラを積んでの高高度偵察であったが、米軍と思われる国籍不明機も同じく台湾を高空から偵察するのが目撃されている。
太平洋戦争開時、九六式陸攻と協同して台湾からフィリピンのアメリカ陸軍航空基地を攻撃し、B-17爆撃機を含む爆撃機兵力を壊滅させている。また、やはり九六式陸攻と協同して、マレー沖でイギリス海軍の戦艦「プリンス・オブ・ウェールズ」と巡洋戦艦「レパルス」を撃沈する（マレー沖海戦）など、太平洋戦争初期に活躍した。
その後、海軍陸攻隊の主力として主に南太平洋方面の対連合軍作戦に従事したが、基本構造の問題に起因する防弾性能の低さから、被害が増大するようになった。被害は特に雷撃時に顕著（ミッドウェー海戦に見られるように米軍機でも同様の傾向が見られる）だったが、それなりの数の護衛戦闘機を揃え、この規模の爆撃機としては良好な高高度性能と、防御火力を活かした高高度爆撃を行えば、損耗率を比較的低く抑えることも可能だった。
しかし、戦力バランスが大きく崩れ、護衛戦闘機はおろか陸攻も十分な出撃数を揃えることが出来なくなった大戦中盤以降は、戦術を薄暮、黎明、夜間の雷爆撃に変更せざるを得なくなった。それでも、雷撃により、レンネル島沖海戦で重巡洋艦シカゴを撃沈。他重巡2隻（ウィチタ、ルイビルに魚雷各1が命中するも不発）、駆逐艦1隻に損傷を与え、他にもトラック島空襲の際に空母イントレピッドを大破、台湾沖航空戦でも重巡キャンベラを大破させるなどの戦果を挙げている。
また、この時期にソロモン諸島ブインで連合艦隊司令長官山本五十六海軍大将が戦死した際の乗機としてもよく知られる（海軍甲事件を参照）。

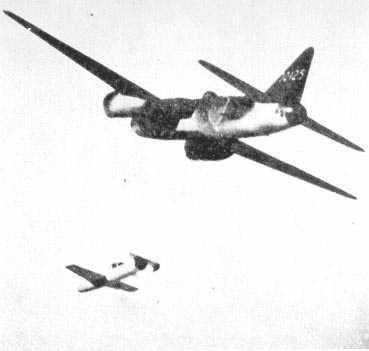
桜花の実大模型を切り離した直後の一式陸攻。

大戦終盤は特攻兵器「桜花」の母機としても使用された。しかし、全重量2,270 kgの桜花は一式陸攻の搭載量を遥かに超過しており、飛行性能の低下をもたらした。航続距離は30パーセント減、巡航速度は170ノット（314 km/h）で約10パーセント減、さらに運動性能の低下が著しかった。そのため軍令部は、一式陸攻に強力な掩護戦闘機を付ける必要性を感じ、桜花を搭載した一式陸攻の4倍の護衛戦闘機を付ける計画であったが、1945年3月18日の九州沖航空戦での桜花の初陣では、野中五郎少佐指揮による一式陸攻18機（編隊長機3機は桜花未搭載）に対して、最終的に随伴できた護衛機の零戦は32機にしか過ぎず、護衛機を蹴散らしたF6Fヘルキャットに桜花を搭載して退避もままならない一式陸攻は次々と撃墜されて全滅している。
その後、沖縄戦でアメリカ軍は占領した飛行場で桜花を鹵獲すると、潜在的な脅威と認識し、鹵獲した桜花を本国に送ってアメリカ技術航空情報センターで徹底した調査が行われている。そこでは「人間という最高の制御、誘導装置を備えた、潜在的に最も脅威となる対艦攻撃兵器である。」と評価されていくつかの桜花対策が講じられたが、もっとも強調されたのは「桜花母機及び、潜在的な母機となりうる双発機を最優先で攻撃すること。」であり、一式陸攻はアメリカ軍にとって最優先の迎撃目標となった。
一方で日本軍も、第1回目の攻撃失敗を検証して対策を講じ、昼間に一式陸攻の大編隊による攻撃を断念し、主として薄暮及び黎明時に一式陸攻少数機が1 - 2機ずつに分かれての出撃を行う戦術に転換した。その結果として迎撃が分散され、沖縄戦では桜花射程内までアメリカ艦隊に接近できた一式陸攻も増えて戦果も少なからず挙がるようになった（総合戦果、1隻撃沈 2隻大破除籍 1隻大破 3隻損傷）。しかし、アメリカ軍の徹底した対策もあって、日本軍の大きな期待を裏切る戦果に終わり、アメリカ軍は桜花作戦全体に対して「この自殺兵器の使用は成功しなかった。」との総括をし、その原因としては「母機の脆弱性が制限要素となった。」と評している。

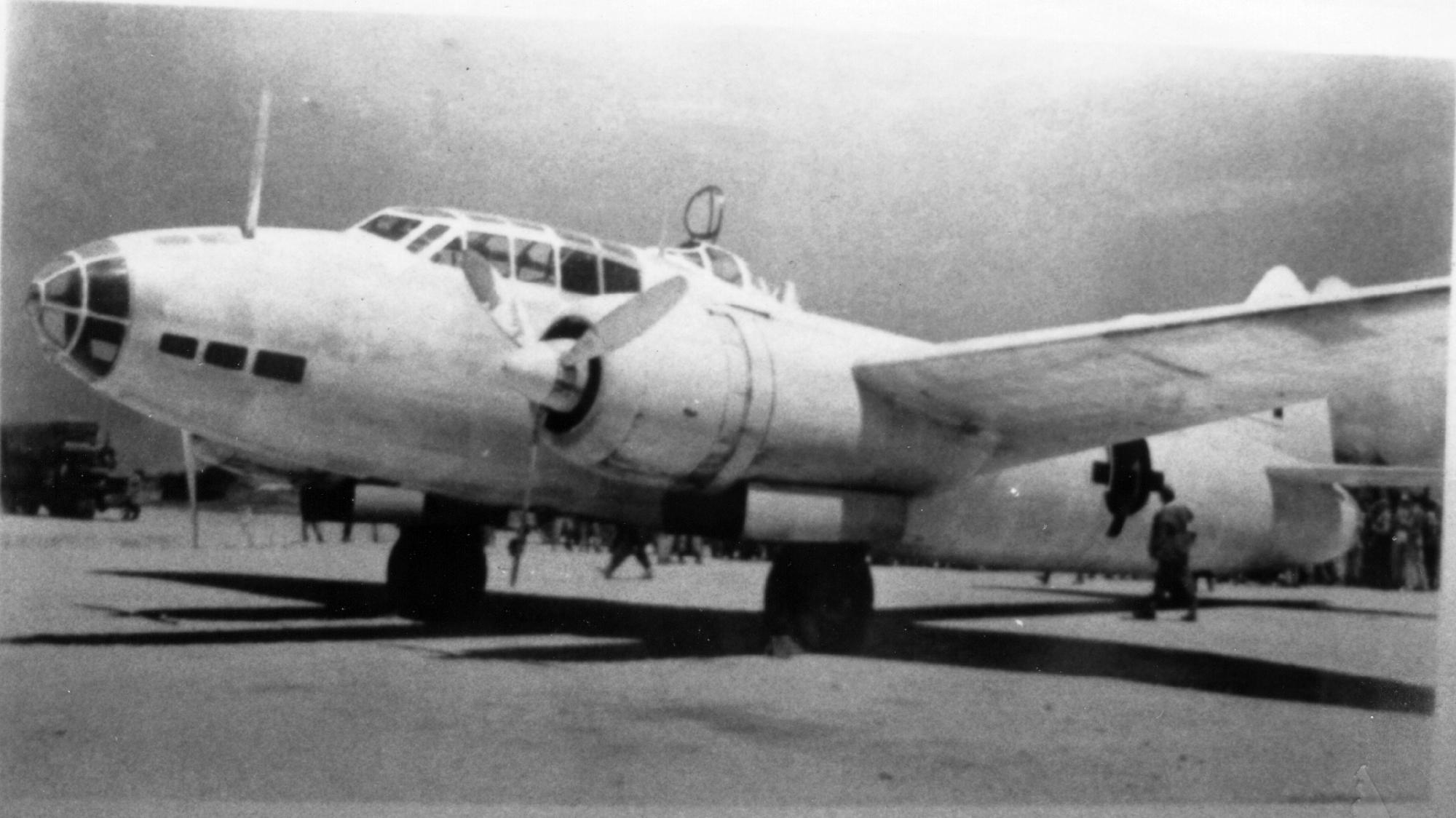
伊江島飛行場に駐機する緑十字機となった機体（1945年8月19日）

また終戦時には白色塗装の上、緑十字を描いた「緑十字機」として、軍使の乗機に使用された。
後継機として、陸上爆撃機「銀河」、十三試陸上攻撃機「深山」、十六試陸上攻撃機「泰山」（計画中止）、十八試陸上攻撃機「連山」、対潜哨戒機・輸送機「大洋」（計画中止）が開発された。

## 各型

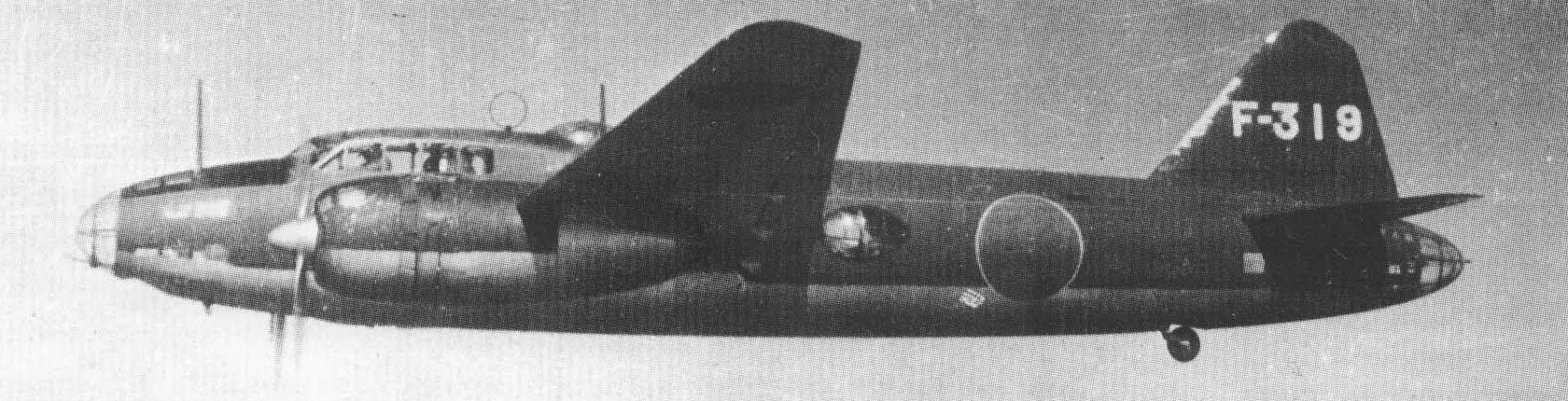
飛行中の一一型。第4航空隊所属で偵察用の爆弾槽カバーを装着している。

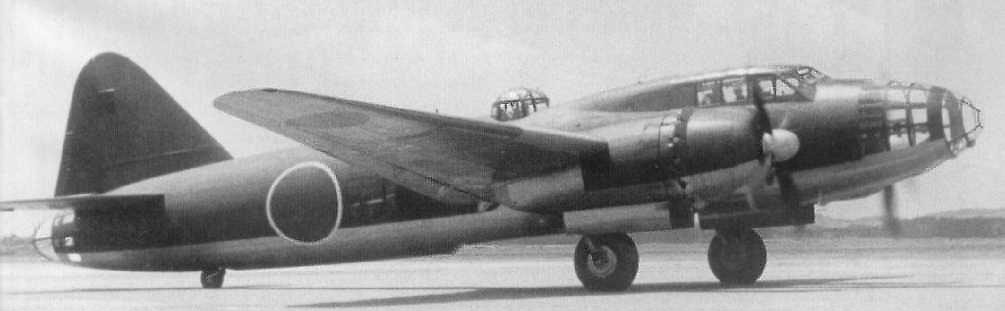
地上駐機中の二二型。機銃が装備されていない。

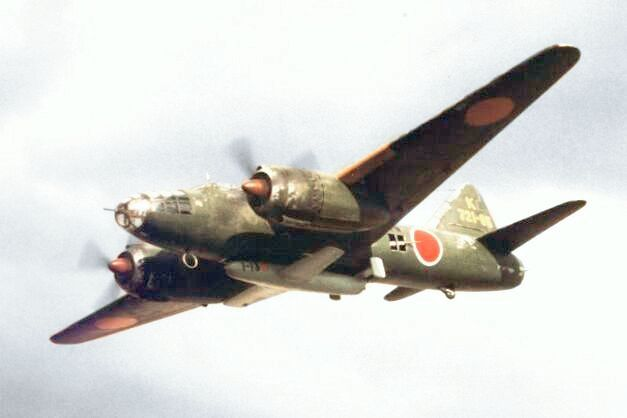
第七二一海軍航空隊二四丁型のカラー処理された画像。弾倉に桜花を懸吊している。

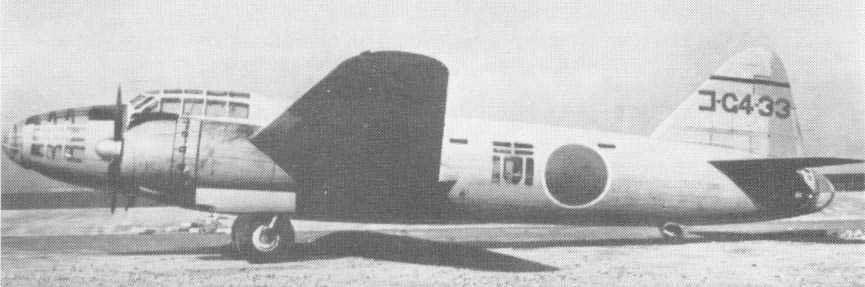
三四型試作3号機。側方銃座や尾部銃座が生産機と異なっており水平尾翼の上反角もない。

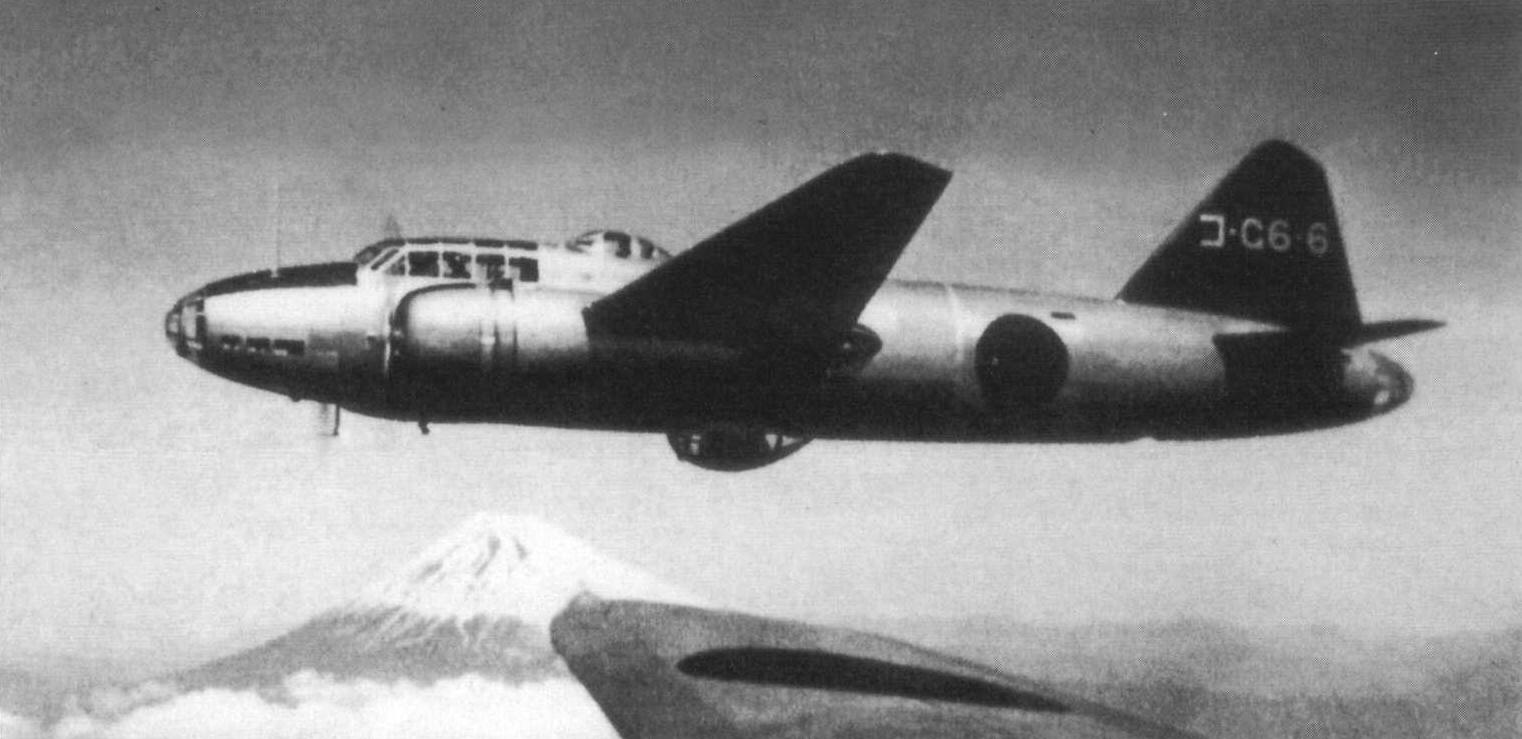
飛行中の十二試陸上攻撃機改6号機。胴体下のゴンドラの形状がよくわかる。

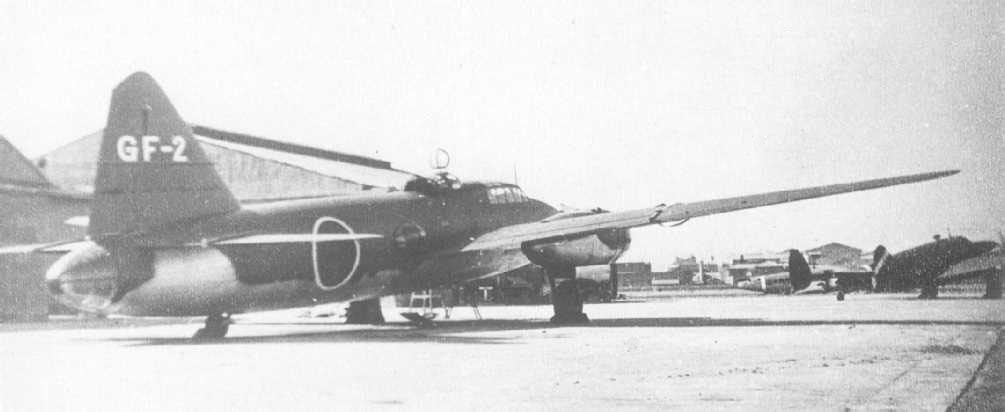
羽田飛行場で駐機中の一式陸上輸送機一一型。連合艦隊司令部付属輸送機隊所属。尾部風防が閉塞されているのがわかる。

十二試陸上攻撃機（G4M1）
一式陸攻の試作機。2機製造。1号機は1940年（昭和15年）1月納入、2号機は3月納入。1号機の試験結果を反映して、2号機は垂直尾翼拡大・補助翼バランスタブ設置等の差異がある。

一一型（G4M1）
火星一一型を装備した最初の量産型。1940年（昭和15年）12月から引き渡し、1944年（昭和19年）1月の生産終了までに1,200機生産。
1942年（昭和17年）8月生産の406号機以降は高高度性能を向上させた火星一五型を搭載して製造された。開発時、既に二二型（当時は仮称一二型）の開発が進められていたため仮称一三型と呼称されたが、海軍の兵器行政上は区別なく一一型として扱われている。書籍により一二型と表記されることがある。
エンジン換装のほか空気取り入れ口の設計も変更されており、火星一一型搭載機と比べて、最大速度は6,000 mで10ノット、8,000 mで19ノット向上、上昇限度は640 m向上、8,000 mまでの上昇時間は3分短縮されている。954号機以降は、エンジン排気管が集合排気管から推力式単排気管に変えられている。
陸攻の損害拡大に伴って自動消火装置の搭載などが行われたほか、663号機以降は主翼下面のインテグラルタンク部に30 mmの防弾ゴム板を貼り付けて生産された。このゴム貼り付けによって最大速度は5ノット減、航続距離は300 km減となっている。

二二型（G4M2）
エンジンを火星二一型に換装、機体も全面的に改設計した型。主な変更点は以下の通り。
- エンジン変更（火星一一型→火星二一型）、推力式排気管採用、プロペラを3翅から4翅に変更。
- 燃料タンク増量（4,900リットル→6,490リットル）。
- 主翼翼型を層流翼に変更、増厚（12.5パーセント→15パーセント）、水平尾翼増積、各翼端は円型に。
- 前方銃座直後のガラス面を大幅に拡大。
- 武装強化（上方7.7 mm機銃は20 mm一号機銃の動力銃塔化、前方7.7 mm機銃は手動だった風防の回転を電動化のうえ機首左右に予備銃支架を設置、側方7.7 mm機銃のブリスター状覆いをやめ開閉窓化、尾部20 mm一号機銃はスリットを拡大し射界を改善）。
- 主脚強化、尾輪の引き込み化。
- 爆弾槽扉設置（2065号機から）。
- 機種下面に爆撃照準用の平面窓を設置（2105号機から）。

試作機は1943年（昭和18年）2月に海軍に引き渡され、生産機は1943年（昭和18年）7月から引き渡しが始まった。なお、試作機では日本電気製造のVDM式電気調速機を装備したが不具合の解決見込みが立たず、生産機ではハミルトン式の油圧調速機に戻されている。また火星二一型の振動、黒煙、首振り問題のために、当初予定の1～4号機に加えて5, 6号機も試験に用いるなど開発に手間取っている。こうして生まれた G4M2 は、合計1,154機が生産された。

二二甲型
二二型に三式空六号無線電信機（機上捜索レーダー）を装備し、側方7.7 mm機銃を20 mm一号機銃に変更したもの。

二二乙型
二二甲型の上方動力銃塔の20 mm一号機銃を同二号機銃に変更したもの。

二四型（G4M2a）
減速比をプロペラ効率が良い0.54から歯車の数が少なくて済む0.625へ変更した火星二五型を搭載。1944年（昭和19年）5月から引き渡し。エンジン変更に伴ってカウリングの形状が変わり、側方銃座がより簡便に改良されている。武装は二二型に準じる。なお、1943年（昭和18年）10月から尾翼・爆弾槽扉・座席などの木製化作業が行われたが、一部の艤装品を除いてほとんどは生産機には反映されなかった。

二四甲型
二四型に三式空六号無線電信機を装備し、側方7.7 mm機銃を20 mm一号機銃に変更したもの。

二四乙型
二四甲型の上方動力銃塔の20 mm一号機銃を二号機銃に変更したもの。

二四丙型
二四乙型の前方7.7 mm機銃を13 mm機銃に強化したもの。

二四丁型（G4M2e）
爆弾倉を桜花一一型を搭載できるよう改修し、燃料タンクや操縦席の防弾装備を強化した桜花懸吊母機型。一部の機体は胴体後部下面に離陸促進用補助ロケットも装備できるようになっていた。

二五型（G4M2b）
高高度性能を向上させた火星二七型に換装した型。試作機の攻撃状態・重量11,000 kgでの試験飛行では一速・高度3,235 mにて241ノット、二速・高度6,670 mにて252ノットと優速を示したが、工場が空襲で破壊されエンジン調達の見通しがなくなったため生産されなかった。

二六型（G4M2c）
87オクタン燃料の使用を念頭に、エンジンを燃料噴射装置装備の火星二五乙型に変更した型。2機のみ試作された。

二七型（G4M2d）
空技廠で1機のみ試作された。二二型をベースにエンジンを火星二五型に換装、排気タービン過給機をエンジンナセル右側に装備したものだが、運転中の機体焼損が相次ぎ性能試験を行わずに中止された。

三四型（G4M3a）
インテグラルタンクを廃止して防弾タンクを装備し、尾部銃座の改良や各部の改修を行った型。主翼翼型は二二型のまま、内部構造を二桁式から単桁式に改めてゴム被膜を施した防弾タンクを内蔵し、エンジンナセル外側は主桁後方にもタンクを内蔵して燃料搭載量を稼いだ。尾部銃座はスリット入りの風防を手動で回転する方式をやめより操作しやすい固定式に改良した。主翼付け根にはフィレットが設けられた。これらの改修で重心位置が32%付近に移動したため水平尾翼に上反角を付与している。また自重が300 kgほど増加している。3号機の攻撃状態・重量11,000 kgでの試験では一速・高度2,402 mで250ノット、二速・高度5,066 mで260ノットと優秀であったが、空襲や昭和東南海地震の影響で生産が進まず、三四甲型を含めても60機程度しか生産されなかった。

三四甲型（G4M3b）
三四型を輸送・対潜哨戒向けに改造した型。

三六型（G4M3c）
三四型をベースに排気タービン過給機を搭載した型。三菱で改造により2機が製作され、1945年（昭和20年）7月から敗戦まで青森で試験が行われたが結果は不明。

十二試陸上攻撃機改（G6M1）
陸攻型の量産に先んじて生産されたいわゆる「翼端掩護機」。重慶ほか奥地爆撃に当たる九六陸攻の被害が増え、敵戦闘機から最も狙われる鴨番機（編隊左右両端）の位置で飛行させる計画のもと30機の生産が命じられた。陸攻型の防御火器に加えて胴体下面ゴンドラの前後に20 mm旋回機銃を追加、乗員は10名に増え、主翼前後桁とタンク側面に防弾ゴムを装備、外翼のインテグラルタンクを廃止して爆弾槽に防弾ゴムつき燃料タンクを増設している。1940年8月に1号機が完成したが、同年9月13日には零式艦上戦闘機が護衛戦闘機として活躍するようになり、実用テストの結果、重量/空気抵抗増加等のため速力や運動性の低下で陸攻隊と行動を共に出来ないと判定され、翼端掩護機としては1度も使われる事なく練習機や輸送機に転用されている。

一式大型陸上練習機一一型（G6M1-L）
十二試陸上攻撃機改を練習機に転用したもの。一式陸上攻撃機の機種転換訓練に用いられた。

一式陸上輸送機一一型（G6M1-L2）
一式大型陸上練習機を輸送機に転用したもの。胴体下面のゴンドラを撤去し防御火器を7.7 mm機銃1丁のみに減らしている。各戦線で人員や物資の輸送に用いられ、人員輸送の場合は20名分の座席を機内に設置できた。

## 諸元

二二型（G4M2）の3面図

| 制式名称      | 一式陸上攻撃機一一型 （火星一五型装備機）                      | 一式陸上攻撃機二二型                                           | 一式陸上攻撃機三四型                                          |
| 機体略号      | G4M1                                                           | G4M2                                                           | G4M3                                                          |
| 全幅          | 24.88 m                                                        | 24.88 m                                                        | 24.88 m                                                       |
| 全長          | 19.97 m                                                        | 19.63 m                                                        | 19.50 m                                                       |
| 全高 （水平） | 4.506 m                                                        | 6.000 m                                                        | 6.000 m                                                       |
| 主翼面積      | 78.125 m2                                                      | 78.125 m2                                                      | 78.125 m2                                                     |
| 自重          | 6,741 kg                                                       | 8,050 kg                                                       | 8,391 kg                                                      |
| 過荷重重量    | 12,895 kg                                                      | 15,451 kg                                                      | 14,772 kg                                                     |
| 発動機        | 火星一五型（離昇1,460馬力）                                    | 火星二一型（離昇1,850馬力）                                    | 火星二五型（離昇1,850馬力）                                   |
| 最高速度      | 453.7 km/h（高度4,200 m）                                      | 437.1 km/h（高度4,600 m）                                      | 479.7 km/h（高度5,066 m）                                     |
| 実用上昇限度  | 9,660 m                                                        | 8,950 m                                                        | 9,026 m                                                       |
| 航続距離      | 2,176 km（爆撃）／5,882 km（偵察）                             | 2,500 km（爆撃）／6,060 km（偵察）                             | 4,334 km（偵察）                                              |
| 爆装          | 60 kg爆弾12発、250 kg爆弾4発、 500 kg又は800 kg爆弾1発         | 60 kg爆弾12発、250 kg爆弾4発、 500 kg又は800 kg爆弾1発         | 60 kg爆弾12発、250 kg爆弾4発、 500 kg又は800 kg爆弾1発        |
| 雷装          | 800 kg魚雷1発                                                  | 800 kg魚雷1発                                                  | 800 kg魚雷1発                                                 |
| 武装          | 7.7 mm旋回機銃4挺（前方・上方・側方） 20 mm旋回機銃1挺（尾部） | 7.7 mm旋回機銃3挺（前方・側方） 20 mm旋回機銃2挺（上方・尾部） | 13 mm旋回機銃1挺（前方） 20 mm旋回機銃4挺（側方・上方・尾部） |
| 乗員          | 7名（主/副操縦手、主/副偵察手、主/副通信手、搭乗整備員）       | 7名（主/副操縦手、主/副偵察手、主/副通信手、搭乗整備員）       | 7名（主/副操縦手、主/副偵察手、主/副通信手、搭乗整備員）      |

## 現存する機体
参考:中攻通信
| 型名               | 機体写真      | 所在地                                                                             | 所有者                                  | 公開状況                 | 状態     | 備考 |
| ------------------ | ------------- | ---------------------------------------------------------------------------------- | --------------------------------------- | ------------------------ | -------- | --- |
| 一一型             | 2014年7月撮影 | アメリカ カリフォルニア州                                                          | プレーンズ・オブ・フェイム航空博物館    | 公開・非復元             | 静態展示 | 1280号機、尾翼番号 ?-321 （龍を用いる第七六一海軍航空隊所属機と目されている）。                                                                                           |
| 一一型             |               | ソロモン諸島 バラレ島                                                              | ソロモン諸島国立博物館（交渉窓口）      | 公開                     | 野外放置 | 1800号機および2806号機、尾翼番号 U2-???。 |
| 一一型             |               | 主翼・座席等 日本新潟県 山本五十六記念館 胴体 ソロモン諸島ブーゲンビル島アクア近郊 | (左記参照)                              | 公開                     | 静態展示 | 2656号機、尾翼番号323。海軍甲事件時に山本五十六連合艦隊司令長官が搭乗していた機体。                                                                                       |
| 二二型             |               | 日本 山梨県                                                                        | 河口湖自動車博物館・飛行舘              | 公開・胴体のみ           | 静態展示 | 12017号機、尾翼番号 62-22の機体だが、現在は尾翼番号 龍41と塗装されている。「龍」の字は第761海軍航空隊所属機を表す。主翼を除いて復元されているが、胴体のみ公開されている。 |
| 三四型             |               | アメリカ メリーランド州                                                            | ポール・E・ガーバー維持・復元・保管施設 | 公開・機首のみ           | 静態展示 | |
| 一式大型陸上輸送機 |               | 日本 静岡県                                                                        | 磐田市役所                              | イベントで公開・部品のみ | 静態展示 | 尾翼と増加燃料タンクの一部が展示されている。 |

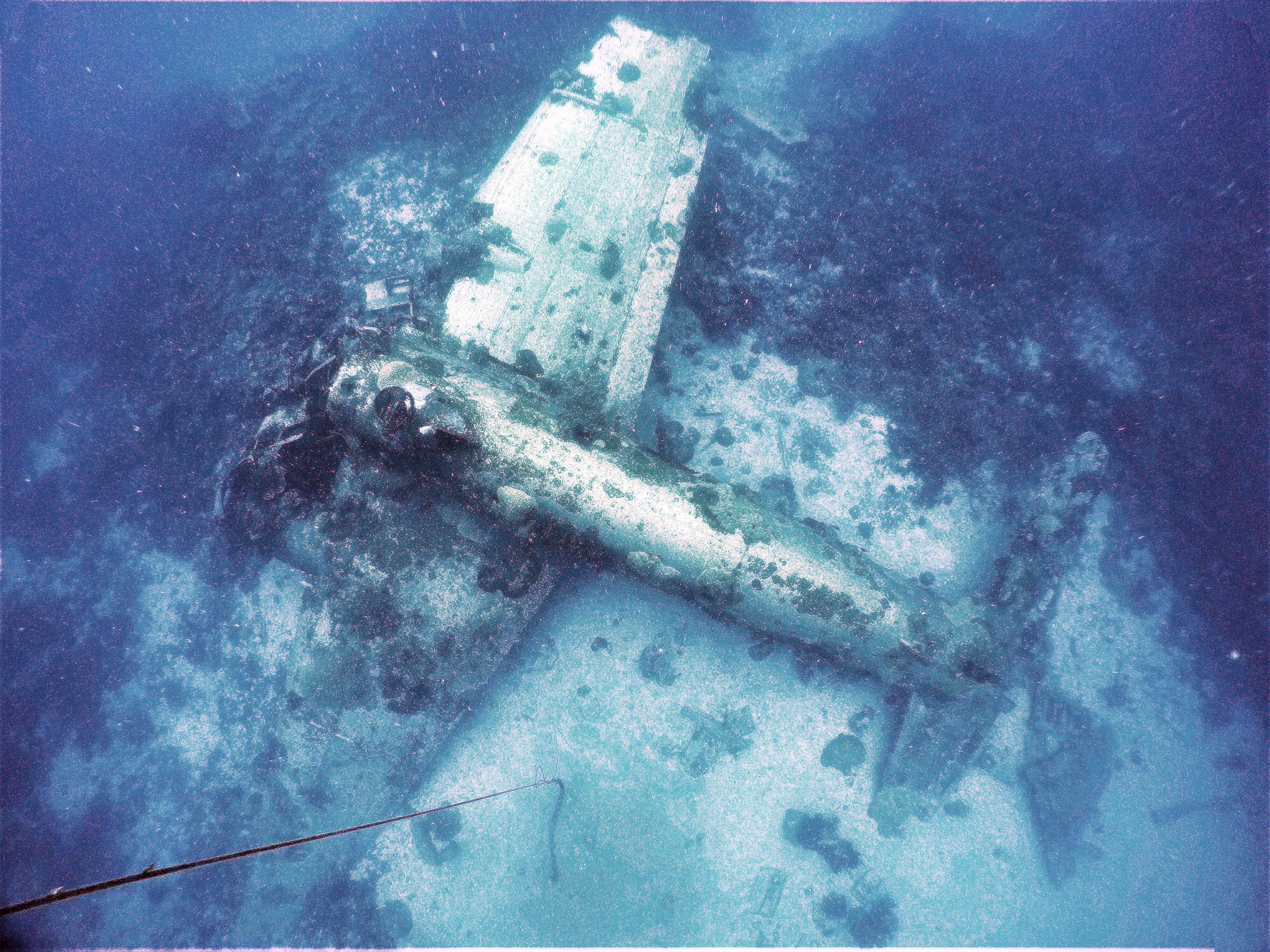
トラック諸島に沈む、一式陸上攻撃機
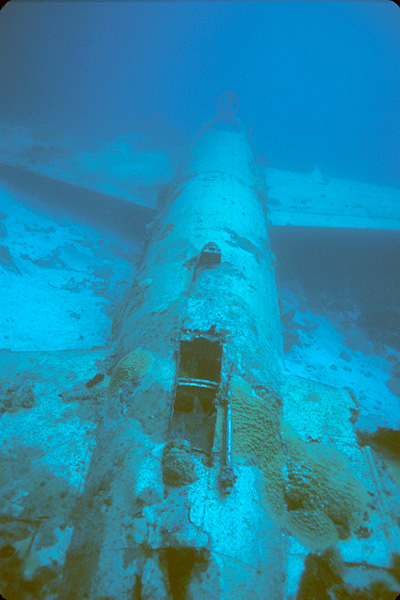
同左。

## 登場作品

### 映画・テレビドラマ
『永遠の0』
長谷川が護衛する機体として登場。護衛中に長谷川がF4F ワイルドキャットに撃たれ、大けがを負う。
『雷撃隊出動』
基地航空隊の機体として登場。基地で実物を使った撮影が行われたほか、実機の攻撃訓練映像と特撮で敵機動部隊への夜間雷撃が描かれる。

### 漫画
『戦場まんがシリーズ』
シリーズの一編「音速雷撃隊」にて、桜花の母機として登場。
シリーズの一編「スタンレーの魔女」に登場。一式陸攻によるポートモレスビー爆撃を描く。
『戦場ロマン・シリーズ』
シリーズの一編「複合戦線」に登場。戦争末期に単独で飛行中の一式陸攻と、同じく単独で飛行中のB-25 ミッチェルが遭遇し、爆撃機同士で空中戦を行い、双方とも被弾不時着する。
『独立戦車隊』
「ハート・オブ・ダークネス」にて、終盤、反乱を起こした久留津大佐らが立てこもるパゴダを爆撃する。
『ジパング』
作中たびたび登場。序盤では、トラック諸島へ向けて連絡飛行中の艦載機「海鳥」をエスコートするため、トラック島配備機と思われる機体が零戦と共に飛来した。

### ゲーム
『Gunship Sequel:ww2』
Betty(G4M1)の表記で登場する。
『War Thunder』
プレイヤーの操縦機体として、一式陸上攻撃機 仮称一三型（G4M1）が登場する。
『艦隊これくしょん -艦これ-』
陸上基地から呼び出せる航空支援部隊「基地航空隊」の戦力として、一一型・二二型甲・三四型が登場。野中五郎が率いた「野中隊」仕様の機体(形式としては二四丁型)も登場する。と八幡空襲部隊仕様の機体が「一式陸攻(八幡部隊)」として登場